# José Higueras

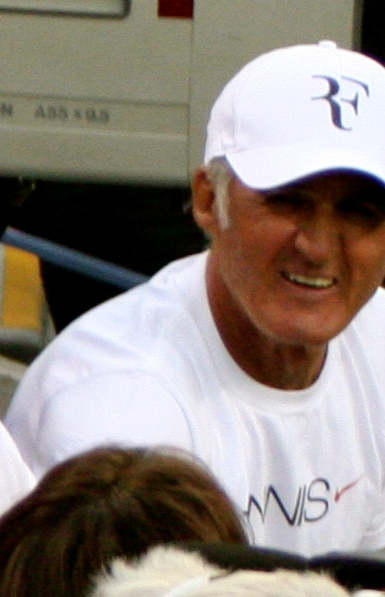
José Higueras jako Federerův trenér na US Open 2008

José Higueras (* 28. února 1953 Diezma, Andalusie) je španělský tenisový trenér a bývalý profesionální tenista. Na okruhu ATP Tour vyhrál šestnáct turnajů ve dvouhře a tři ve čtyřhře.
Na žebříčku ATP byl ve dvouhře nejvýše klasifikován v červnu 1983 na 6. místě a ve čtyřhře pak v lednu téhož roku na 169. místě.
Na nejvyšší grandslamové úrovni se ve dvouhře nejdále probojoval do semifinále antukového French Open 1982 a 1983, když v prvním případě prohrál s Argentincem Guillermem Vilasem 1–6, 3–6, 6–7, a v následujícím ročníku nestačil na Švéda Matse Wilandera ve čtyřech setech. Na Roland Garros 1978 si po boku krajana Manuela Orantese také zahrál finále mužské čtyřhry, v níž byl nad jejich síly americký pár Gene Mayer a Hank Pfister.
Na Turnaji mistrů se probojoval do čtvrtfinále dvouhry 1983. Jako sedmý nasazený vyřadil v předkole argentinského hráče Josého Luise Clerca, aby mezi posledními osmi tenisty skončil na raketě světové jedničky Matse Wilandera.
Ve španělském daviscupovém týmu debutoval v roce 1973 červencovým semifinále Evropské zóny proti Itálii, v němž prohrál obě dvouhry s Barazzuttim i Zugarellim a spolu s Gisbertem vyhráli čtyřhru. V soutěži nastoupil k sedmnácti mezistátním utkáním s bilancí 15–15 ve dvouhře a 6–3 ve čtyřhře. Na úvodním ročníku Světového poháru družstev 1978 byl členem vítězného španělského družstva.

## Trenérská kariéra
Profesionální kariéru započatou roku 1973 ukončil v sezóně 1986.
Následně se stal trenérem spolupracujícím s tenisty světové úrovně. Z pozice kouče vedl Američana Michaela Changa, který v sedmnácti letech získal titul na French Open 1989, jako nejmladší vítěz pařížského grandslamu. Spolu s Bradem Stinem poté připravoval amerického tenistu Jima Couriera, kterému roku 1992 dopomohl stát se světovou jedničkou a vyhrát čtyři majory na French Open 1991, 1992 a také na Australian Open 1992 a 1993.
Mezi jeho další svěřence patřili Todd Martin, Sergi Bruguera, Carlos Moyà, Pete Sampras, Dmitrij Tursunov, Guillermo Coria, Robby Ginepri a Šachar Pe'erová. V dubnu 2008 navázal spolupráci se švýcarským tenistou Rogerem Federerem, původně pouze na antukovou část sezóny, když Švýcarovi ve sbírce trofejí stále chyběl Pohár mušketýrů. Koučování bylo prodlouženo do poloviny září téhož roku, než se stal šéftrenérem elitních hráčů Amerického tenisového svazu (USTA) . Do konce roku 2008 začal připravovat Robbyho Ginepriho a pozici šéftrenéra opustil.
Dlouhodobě žije v kalifornském Palm Springs, kde založil tenisovou akademii José Higueras Tennis Training Center.

### Přehled trénovaných tenistů
- Michael Chang (1989[3])
- Jim Courier (1990[4]–1997[5])
- Sergi Bruguera (1997[6]–1999)
- Todd Martin (1999[7]–2004[8])
- Carlos Moyà (2001[9]–2002)
- Pete Sampras (2002[10])
- Dmitrij Tursunov (2004[11]–2006[12])
- Guillermo Coria (2006[13])
- Roger Federer (2008)
- Robby Ginepri (2008–2010)
- Šachar Pe'erová (2006[14]–2008)
- Alberto Francis (2010–[15])
- Jennifer Singian (2010–[16])
- Luis-Manuel Flores (2010–[17])

## Finálové účasti na turnajích ATP Tour

### Dvouhra: 28 (16–12)
| Stav      | Č.  | Rok  | Turnaj                      | Povrch  | Finalista             | Výsledek                |
| --------- | --- | ---- | --------------------------- | ------- | --------------------- | ----------------------- |
| Finalista | 1.  | 1975 | Båstad, Švédsko             | antuka  | Manuel Orantes        | 0–6, 3–6                |
| Finalista | 2.  | 1976 | São Paulo, Brazílie         | koberec | Guillermo Vilas       | 3–6, 0–6                |
| Vítěz     | 1.  | 1976 | Santiago, Chile             | antuka  | Carlos Kirmayr        | 5–7, 6–4, 6–4           |
| Vítěz     | 2.  | 1977 | Murcia, Španělsko           | antuka  | Buster Mottram        | 6–4, 6–0, 6–3           |
| Finalista | 3.  | 1977 | Bogotá, Kolumbie            | antuka  | Guillermo Vilas       | 1–6, 2–6, 3–6           |
| Vítěz     | 3.  | 1978 | Káhira, Egypt               | antuka  | Kjell Johansson       | 4–6, 6–4, 6–4           |
| Vítěz     | 4.  | 1978 | Nice, Francie               | antuka  | Yannick Noah          | 6–3, 6–4, 6–4           |
| Finalista | 4.  | 1978 | Indianapolis, USA           | antuka  | Jimmy Connors         | 0–6, 3–6                |
| Vítěz     | 5.  | 1978 | Bournemouth, Velká Británie | antuka  | Paolo Bertolucci      | 6–2, 6–1, 6–3           |
| Vítěz     | 6.  | 1978 | Madrid, Španělsko           | antuka  | Tomáš Šmíd            | 6–7, 6–3, 6–3, 6–4      |
| Vítěz     | 7.  | 1979 | Houston, USA                | antuka  | Gene Mayer            | 6–3, 2–6, 7–6           |
| Vítěz     | 8.  | 1979 | Hamburk, Německo            | antuka  | Harold Solomon        | 3–6, 6–1, 6–4, 6–1      |
| Finalista | 5.  | 1979 | North Conway, USA           | antuka  | Harold Solomon        | 7–5, 4–6, 6–7           |
| Vítěz     | 9.  | 1979 | Boston, USA                 | antuka  | Hans Gildemeister     | 6–3, 6–1                |
| Finalista | 6.  | 1979 | Quito, Ekvádor              | antuka  | Víctor Pecci          | 6–2, 4–6, 2–6           |
| Finalista | 7.  | 1979 | Santiago, Chile             | antuka  | Hans Gildemeister     | 5–7, 7–5, 4–6           |
| Finalista | 8.  | 1981 | Viňa del Mar, Chile         | antuka  | Víctor Pecci          | 4–6, 0–6                |
| Finalista | 9.  | 1982 | Linec, Rakousko             | antuka  | Anders Järryd         | 4–6, 6–4, 4–6           |
| Vítěz     | 10. | 1982 | Hamburk, Německo            | antuka  | Peter McNamara        | 4–6, 6–7, 7–6, 6–3, 7–6 |
| Finalista | 10. | 1982 | North Conway, USA           | antuka  | Ivan Lendl            | 3–6, 2–6                |
| Vítěz     | 11. | 1982 | Indianapolis, USA           | antuka  | Jimmy Arias           | 7–5, 5–7, 6–3           |
| Vítěz     | 12. | 1983 | La Quinta, USA              | tvrdý   | Eliot Teltscher       | 6–4, 6–2                |
| Vítěz     | 13. | 1983 | Bournemouth, Velká Britáhie | antuka  | Tomáš Šmíd            | 2–6, 7–6, 7–5           |
| Finalista | 11. | 1983 | Hamburk, Německo            | antuka  | Yannick Noah          | 6–3, 5–7, 2–6, 0–6      |
| Finalista | 12. | 1983 | Řím, Itálie                 | antuka  | Jimmy Arias           | 2–6, 7–6, 1–6, 4–6      |
| Vítěz     | 14. | 1983 | Stuttgart, Německo          | antuka  | Heinz Günthardt       | 6–1, 6–1, 7–6           |
| Vítěz     | 15. | 1984 | Kitzbühel, Rakousko         | antuka  | Víctor Pecci          | 7–5, 3–6, 6–1           |
| Vítěz     | 16. | 1984 | Bordeaux, Francie           | antuka  | Francesco Cancellotti | 7–5, 6–1                |

### Čtyřhra: 5 (3–2)
| Stav      | Č. | Rok  | Turnaj                    | Povrch  | Spoluhráč      | Finalisté                            | Výsledek           |
| --------- | -- | ---- | ------------------------- | ------- | -------------- | ------------------------------------ | ------------------ |
| Vítěz     | 1. | 1974 | Gstaad, Švýcarsko         | antuka  | Manuel Orantes | Roy Emerson Thomaz Koch              | 7–5, 0–6, 6–1, 9–8 |
| Finalista | 1. | 1975 | Rotterdam WCT, Nizozemsko | koberec | Balázs Taróczy | Bob Hewitt Frew McMillan             | 2–6, 2–6           |
| Vítěz     | 2. | 1977 | Hilversum, Nizozemsko     | antuka  | Antonio Muñoz  | Jean-Louis Haillet François Jauffret | 6–1, 6–4, 2–6, 6–1 |
| Vítěz     | 3. | 1978 | Milan WCT, Itálie         | koberec | Víctor Pecci   | Wojciech Fibak Raúl Ramírez          | 5–7, 7–6, 7–6      |
| Finalista | 2. | 1978 | French Open, Paříž        | antuka  | Manuel Orantes | Gene Mayer Hank Pfister              | 3–6, 2–6, 2–6      |